# Ionosfera

Les ones curtes es reflecteixen en la ionosfera i poden arribar molt lluny de l'emissor, salvant la curvatura de la terra i les muntanyes.

La ionosfera és una regió de la part superior de l'atmosfera terrestre, es caracteritza per contenir un nombre molt gran de partícules carregades elèctricament, electrons i ions, que modifiquen la propagació de les ones de ràdio. La presència de les partícules carregades és deguda a l'acció de la radiació que reben els àtoms lliures i les molècules d'aire, aquesta radiació és majoritàriament de procedència solar. La ionosfera reflecteix una part de les ones de ràdio emeses des de la superfície terrestre, especialment les d'alta freqüència dites d'ona curta, aquesta propagació ionosfèrica possibilita que les ones puguin arribar a grans distàncies, salvant la curvatura de la Terra i el relleu que limiten la propagació terrestre de les ones. La seva extensió és variable, entre els 80 i els 300 km d'altura en valors mitjans, i amb una marcada diferenciació entre el dia, quan rep la radiació solar, i la nit.
En les regions polars, les partícules carregades dutes pel vent solar són atrapades pel camp magnètic terrestre incidint sobre la part superior de la ionosfera i donant lloc a la formació d'aurores. Pot arribar a temperatures superiors als 726'85 °C (1.000 K).

## Etimologia
El mot ionosfera, es va originar vers l'any 1920 i va ser adoptat formalment el 1950 per un comitè de l'Institute of Radio Engineers, predecessor de l'actual IEEE, amb la definició de "part l'atmosfera superior terrestre on hi ha prou quantitat d'ions i d'electrons lliures com per a afectar la propagació de les ones de ràdio".

## Història
El primer a especular amb l'existència d'una capa conductora a l'atmosfera terrestre, arran de les variacions del Camp magnètic terrestre, va ser el matemàtic alemany Carl Friedrich Gauß (1777 - 1855) l'any 1839. Seixanta anys després, Guglielmo Marconi va rebre el primer senyal de ràdio transatlàntica el 12 de desembre de 1901, a Saint John's (actualment a Canadà) utilitzant una antena de 152,4 m recolzada en un cometa per a la recepció. L'estació transmissora de Poldhu, Cornualla, utilitzava un transmissor d'espurna per a produir un senyal amb una freqüència d'aproximadament 500 kHz i una potència 100 vegades superior a qualsevol senyal de radi produïda anteriorment. El missatge rebut eren tres dits, el codi Morse per a la lletra S. Per a arribar a Terranova, el senyal hauria de rebotar dues vegades en la ionosfera. No obstant això, el Dr. Jack Belrose ha rebatut aquesta afirmació basant-se en treballs teòrics i experimentals. No obstant això, Marconi va aconseguir les comunicacions sense fils transatlàntiques en Glace Bay, un any més tard.
El 1902 aquesta idea va ser recuperada per l'enginyer estatunidenc Arthur Edwin Kennelly (1861 – 1939) i el físic anglès Oliver Heaviside (1850 - 1925) que van concloure, de manera independent, que era necessària per tal de poder explicar la transmissió de les ones de ràdio a grans distàncies.
En 1912, el Congrés dels Estats Units va imposar la Llei de la Ràdio de 1912 als radioaficionats, limitant les seves operacions a freqüències superiors a 1,5 MHz (longitud d'ona de 200 m o menor). El govern considerava que aquestes freqüències eren inútils. Això va conduir al descobriment de la propagació de la ràdio d'alta freqüència a través de la ionosfera en 1923. Finalment la ionosfera seria detectada el 1924 pel físic anglès Edward Victor Appleton (1892 - 1965), que rebria el premi Nobel de Física del 1947 per les seves investigacions i descobriments sobre la ionosfera i les seves capes.
En 1962 es va llançar el satèl·lit canadenc Alouette 1 per a estudiar la ionosfera. Després del seu èxit es van llançar Alouette 2 en 1965 i els dos satèl·lits ISIS en 1969 i 1971, a més d′AEROS-A i -B en 1972 i 1975, tots ells per a mesurar la ionosfera.
El 26 de juliol de 1963 es va llançar el primer satèl·lit geosíncron operatiu Syncom 2. Les radiobalizas a bord d'aquest satèl·lit (i dels seus successors) van permetre -per primera vegada- mesurar la variació del contingut total d'electrons (TEC) al llarg d'un feix de radi des de la òrbita geoestacionària fins a un receptor terrestre. (La rotació del pla de polarització mesura directament el TEC al llarg del trajecte). La geofísica australiana Elizabeth Essex-Cohen a partir de 1969 va estar utilitzant aquesta tècnica per a monitorar l'atmosfera sobre Austràlia i l'Antàrtida.

## Capes de la ionosfera

Capes de la ionosfera. Durant la nit només hi ha les capes E i F. Durant el dia, per l'acció solar, es forma la capa D i les altres s'enforteixen. Sovint, durant el dia, la capa F se separa en dues subcapes F1 i F2

Històricament s'ha dividit la ionosfera en una sèrie de capes, D, E i F, amb dues subdivisions a la capa F, F1 i F₂. Edward Victor Appleton en seria el creador d'aquesta nomenclatura. Appleton anomenava E al camp elèctric de les ones reflectides per la primera de les capes que va identificar i estudiar. Més tard en va identificar una altra a una altura més gran i va anomenar F al camp elèctric de les ones reflectides. Finalment va suposar que havia d'existir una capa a menys altura i va denotar amb la lletra D el camp elèctric de les ones reflectides. Amb el temps aquestes lletres van acabar per designar les capes mateixes. Avui dia sabem que la densitat d'electrons s'incrementa més o menys uniformement amb l'altura, des de la zona D fins a la F₂, però la nomenclatura ha continuat en ús, evolucionant la seva definició per adaptar-se al coneixement de les propietats físiques i químiques subjacents.

### Capa D
La capa D és la més baixa, que estaria entre els quilòmetres 70 i 80, es caracteritza per reflectir les ones de ràdio de freqüències baixes i absorbir les de freqüència mitjana i alta, un altre tret específic és que només existeix de dia, mentre rep la radiació solar, els electrons lliures pràcticament hi desapareixen durant la nit perquè es recombinen amb ions d'oxigen per a formar molècules d'oxigen, elèctricament neutres. Això explica la reducció de la distància que poden atènyer les transmissions de ràdio durant el dia, i el seu augment durant la nit quan les ones poden arribar a les capes E i F que les reflecteixen.

### Capa E
Aquesta capa s'estén aproximadament entre els quilòmetres 90 i 160. La ionització no desapareix durant la nit, tot i que disminueix considerablement. Durant el dia la seva densitat d'electrons lliures és d'un 105 electrons per centímetre quadrat.

### Capa F
La capa F s'estén a partir del quilòmetre 160 i fins al 300. El seu grau d'ionització és força constant i elevat, essent la regió amb una densitat més gran d'electrons lliures, i amb canvis petits durant la nit. El que canvia és la distribució, durant el dia es poden diferenciar dues capes, la F1, per sota, i la F₂, per sobre. Però de nit es fusionen en una única capa F. Aquesta capa reflecteix les ones de ràdio amb freqüències fins aproximadament els 35 MHz.

## La ionització
Els mecanismes que participen la ionització de la ionosfera i la seva variació són la fotoionització de les molècules i àtoms de gas atmosfèric, la dissociació i posterior recombinació i la difusió dels electrons i dels ions.
Una gran part de l'electrificació de la ionosfera és ocasionada per la fotoionització. Els fotons que tenen longituds d'ona curtes, i, per tant, freqüències altes, són absorbits pels gasos de l'atmosfera, aquest procés comporta que una part de l'energia absorbida sigui utilitzada per expulsar un electró, de manera que un àtom o una molècula elèctricament neutres esdevenen dues partícules carregades, un electró carregat negativament i un ió amb una càrrega positiva. El llindar de la longitud d'ona necessari per a ionitzar l'oxigen molecular (O₂) és de 102,7 nm, 91.1 nm per als àtoms d'oxigen i 79,6 nm per al nitrogen molecular (N₂). El ions tenen tendència a reaccionar amb les molècules neutres dels gasos per tal de generar ions més estables, per exemple, els àtoms ionitzats de l'oxigen (O+) poden reaccionar amb l'oxigen i el nitrogen moleculars (O₂ o N₂) per a formar molècules d'oxigen ionitzades (O₂+) i ions de monòxid de nitrogen (NO+).